# صديقي اللص (مسرحية)
صديقي اللص هي مسرحية كوميدية مصرية عُرضت في سنة 1973، إخراج وتأليف أحمد حلمي، ومن بطولة صلاح ذو الفقار، ونجوي سالم.

## طاقم التمثيل
- صلاح ذو الفقار
- نجوي سالم
- محمد نجم
- سلامة إلياس
- وفيق فهمي